# Alexis Poitevin
Alexis Poitevin né à Roussillon-lès-Apt (Vaucluse) le 27 juin 1764 et mort à Nîmes en 1816 est un sculpteur français.

## Biographie
Alexis Poitevin est né à Roussillon-lès-Apt dans le Vaucluse le 27 juin 1764 d'Alexandre Poitevin et de Susanne Bonlems.
Il est élève de l'Académie royale à Paris à la veille de la Révolution ; sa carrière s'en trouve bouleversée et a évolué principalement en province.
Il acquit la réputation d'un sculpteur habile et travailla beaucoup pour les notables de sa région.
Casimir-François-Henri Barjavel mentionne que « de séjour à Paris (où il aurait remporté un prix de sculpture), et ayant lié conversation avec des maçons qui construisaient un bel édifice, il leur demanda s'ils ne pouvaient pas l'occuper. La bonhomie et la simplicité de son allure le fit prendre d'abord pour un imbécile et l'on se moqua de lui : puis, sur ses nouvelles instances, le chef de chantier lui commanda dérisoirement une auge à cochon. Placé à l'écart avec son bloc de pierre, Poitevin, transforma celui-ci en une auge entourée de six pourceau et du maître qui les faisait paître : l'allusion fut ressentie par les quatre mystifiés et la raillerie fit place à l'admiration. »
Il est père de deux enfants.
Alexis Poitevin meurt presque dans l'indigence à Nîmes en 1816. 

## Œuvre
Alexis Poitevin est notamment l'auteur de sculptures monumentales pour la cathédrale Saint-Nazaire de Béziers, l'église Saint-Denis de Montpellier et l'Hôtel-Dieu de Nîmes.
À Apt, il sculpte en 1785 les Douze Apôtres en terre cuite sur des piédestaux ornant les murs de l'ancienne chapelle des Pénitents noirs. Ceux-ci furent vandalisés en 1791 par les révolutionnaires.
Une série de bustes à l'antique en terre cuite sur piédouche circulaire lui a été commandée par Jean-Antoine Chaptal en 1805 pour la salle Dugès de la faculté de médecine de l'université Montpellier-I. Il s'agit des portraits de :
- Guy de Chauliac (1300-1368), médecin de quatre papes, est considéré comme le père de la chirurgie moderne ;
- Théophile de Bordeu (Iseste, 22 février 1722 - Paris, 24 novembre 1776), médecin de Mme du Barry, appelé au chevet de Louis XV pour la petite vérole, ami de Diderot et inspecteur d'eaux thermales ;
- Boissier de la Croix de Sauvages (Alès, 12 mai 1706 - Montpellier, 20 février 1767), médecin et botaniste, professeur à la faculté de médecine de Montpellier. Il est le fondateur de la nosologie, base de la classification des maladies ;
- Lazare Rivière (Montpellier, septembre 1589 - 16 avril 1655), professeur de 1620 à 1655, conseiller et médecin de Louis XIII.

L'église de Roussillon-lès-Apt, son pays natal, lui doit une statue de saint Michel en bois, ainsi que des fonts baptismaux en plâtre.
Le bas-relief du Sacrifice d'Iphigénie embellirait une maison de campagne à Saignon[réf. nécessaire].
Le même sujet se retrouverait également dans une maison de à Saint-Saturnin-lès-Avignon[réf. nécessaire].
Son buste en terre cuite du Botaniste Dominique Bouchet (1808) est conservé au musée Calvet d'Avignon.
La fontaine de la place Saint-Pierre à Apt a été érigée en 1810. La statue de saint Pierre tenant les clefs du Paradis surmonte un piédestal orné sur toutes ses faces de quatre mascarons sur le thème des quatre saisons.
Le buste en marbre de Laurent Éon de Cély, dernier évêque d'Apt, est conservé dans la sacristie de la cathédrale Sainte-Anne d'Apt.
Le faïencier Elzéar Bonnet lui commande en 1810 les deux allégories de l'Industrie et de l'Agriculture pour le moulin de Bonnet dans le faubourg des Cordeliers. Les sculptures furent modelées sur place. L'Industrie est représentée sous les traits d'une jeune femme versant de l'eau pour actionner la machinerie du moulin. Un moulage en plâtre est conservé à Apt au musée de l'Aventure industrielle.
Il réalise Les Quatre Saisons en 1814 à Saint-Saturnin-lès-Apt dans un salon de M. Bonlems, un de ses parents[réf. nécessaire].
Il sculpte un maître-autel orné de 22 figures ainsi que quatre grandes statues : deux anges, saint Christophe et saint Julien de Brioude, patron de la localité, pour l'église de Saint Cristol.
Il exécute des bas-reliefs et des statues pour la façade de l'Hôtel-Dieu de Nîmes.
Il est l'auteur d'un grand escalier de l'hôpital de Marseille[réf. nécessaire].

Œuvres d'Alexis Poitevin
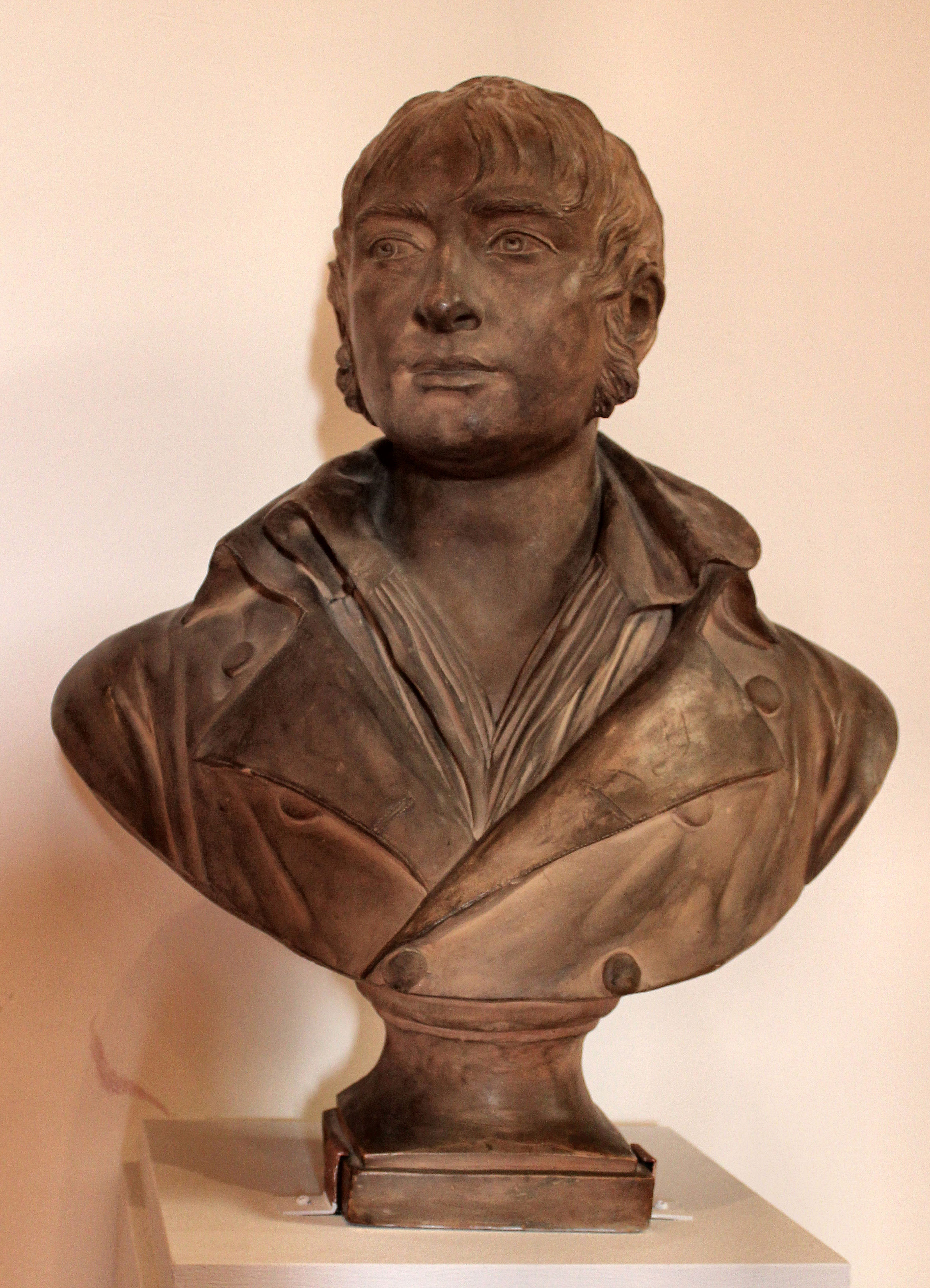
Le Botaniste Dominique Bouchet (1808), Avignon, musée Calvet.
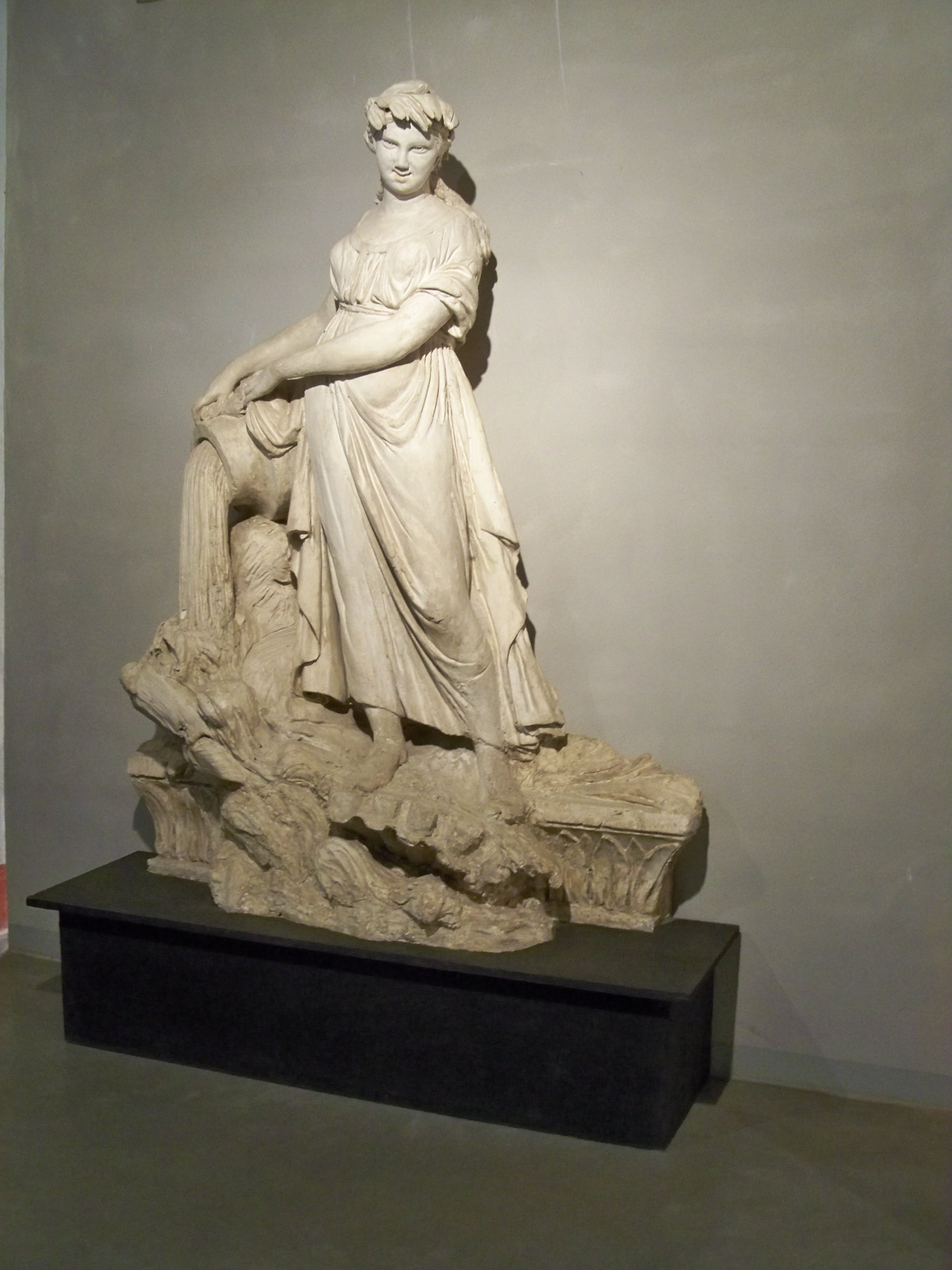
Allégorie de l'Industrie (1810), Apt, musée de l'Aventure industrielle.
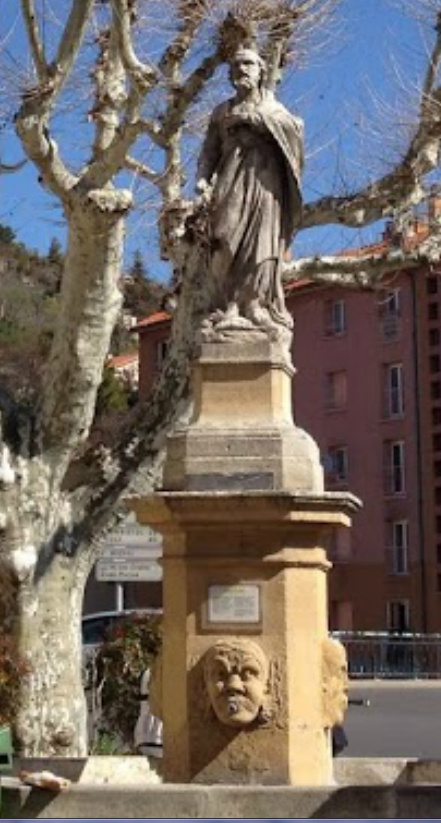
Statue de saint Pierre (1810), fontaine, Apt, place Saint-Pierre.
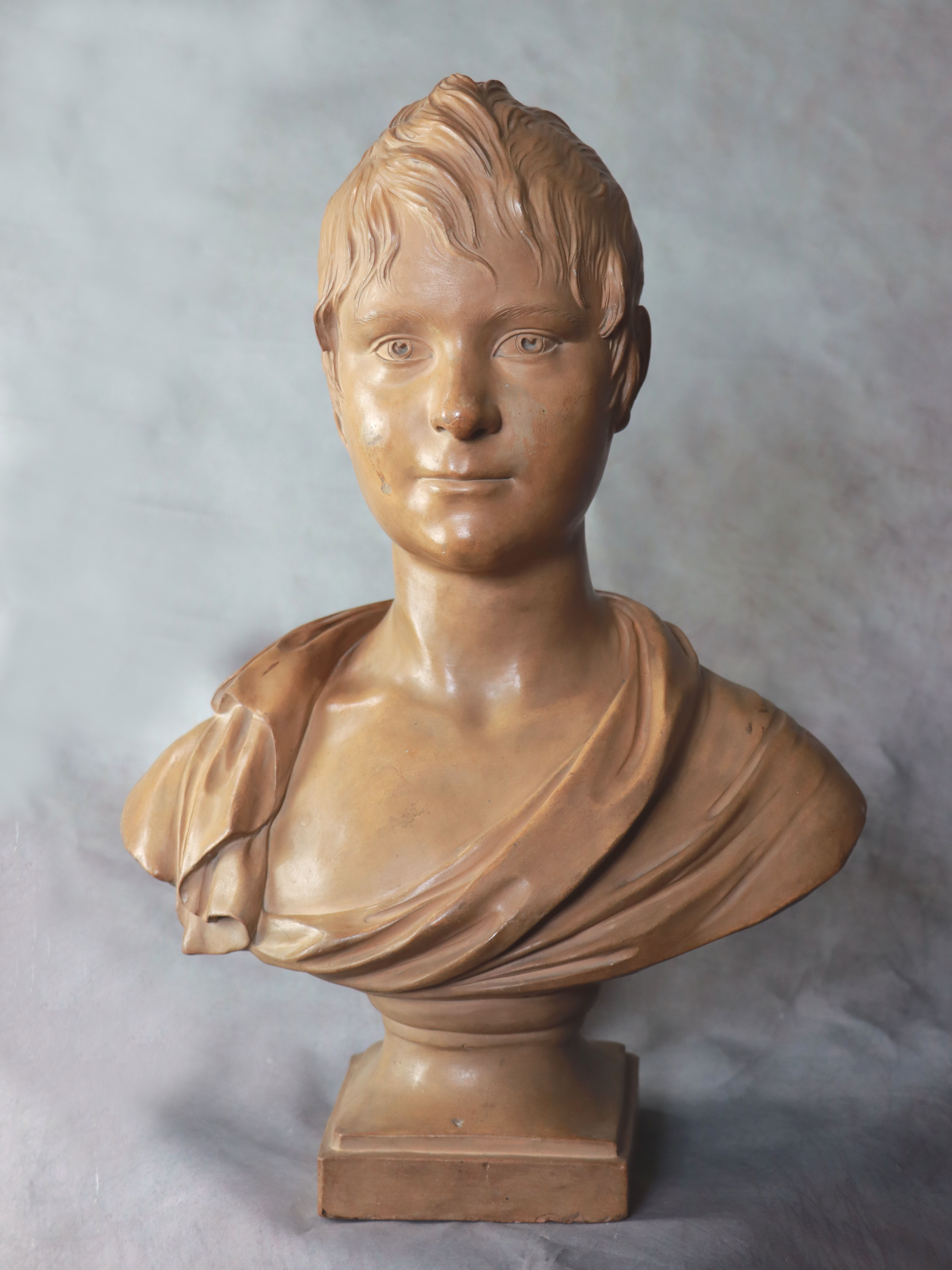
Buste d'un jeune garçon (1804), terre cuite